# Le Cellier du soleil
Le Cellier du soleil (en russe : Кладовая солнца) est un conte de l'écrivain russe Mikhaïl Prichvine, écrit et publié en 1945. C'est l'histoire d'une randonnée dangereuse d'un frère et d'une sœur dans la forêt et les marais, à la recherche de canneberges. Au milieu du trajet, le garçon est près de se noyer dans ces marais. Il est sauvé de justesse, grâce à l'intervention d'un chien de chasse. Le Cellier du soleil est la dernière grande œuvre de l'écrivain Prichvine publiée de son vivant.

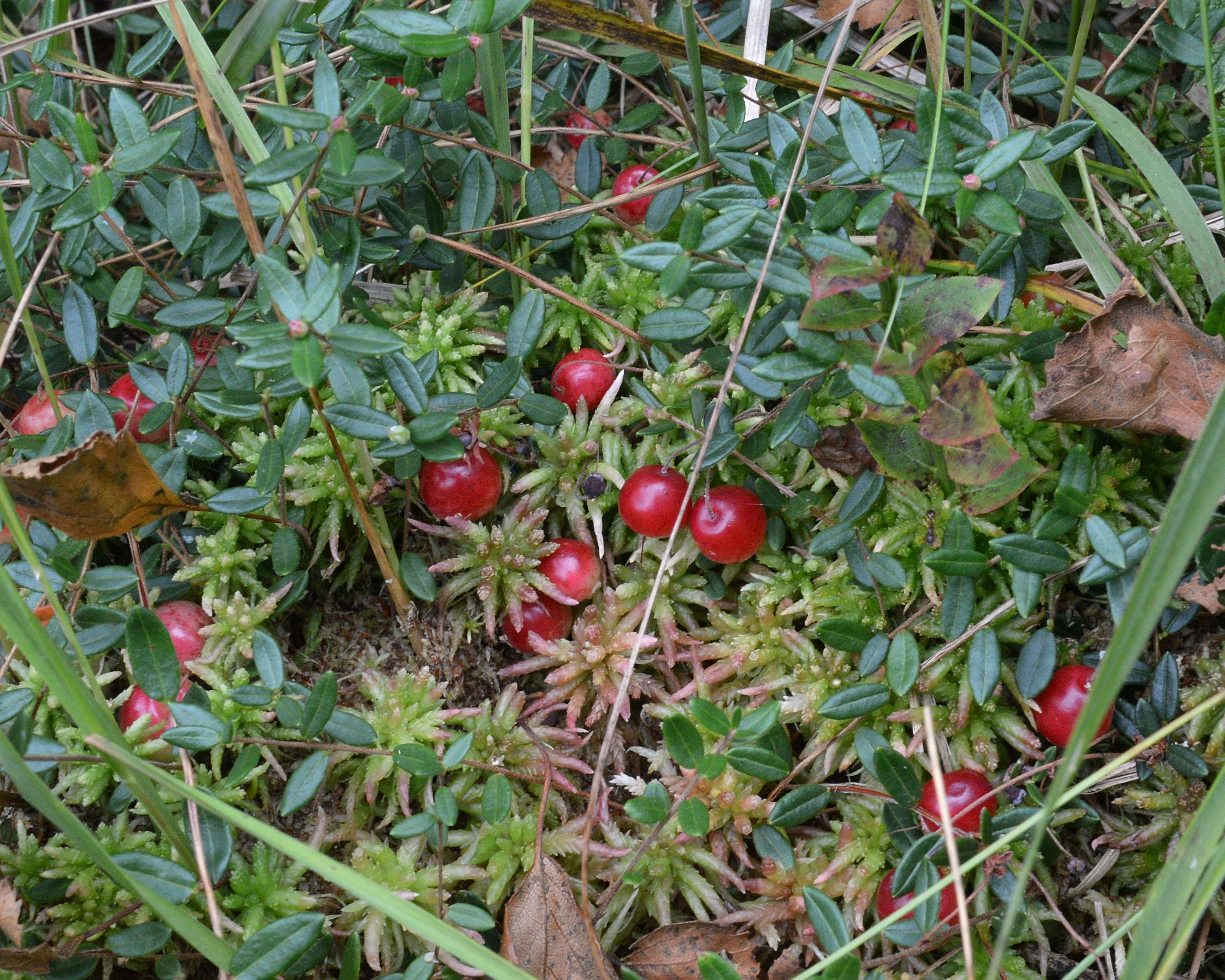
Fruits de canneberge (Vaccinium oxycoccos)

Cette histoire est devenue l'une des œuvres les plus célèbres de Prichvine et a longtemps fait partie de la liste des ouvrages obligatoires dans les programmes scolaires de lecture en Russie. Comme suite de cette histoire, l'écrivain a encore conçu un conte intitulé Korabelnaïa tchachtcha (le Bosquet du navire) (1953), dans lequel se retrouvent certains des personnages du Cellier du soleil (Nastia, Mitracha, Antipytch).

## Sujet
L'histoire se déroule à la fin de la Seconde Guerre mondiale, dans la région de Pereslavl-Zalessky. Dans un village, vivent les orphelins Vessiolkine : la sœur Nastia, âgée de douze ans, et le frère Mitracha, âgé de dix ans. Ils sont devenus orphelins après la mort de leur père lors de la guerre, puis de leur mère. Ils s'occupent depuis lors seuls des travaux de leur ferme. Au printemps, quand la neige a fondu, les enfants se sont préparés à aller cueillir les canneberges, qui sont devenues plus douces qu'à l'automne après les périodes de gel d'hiver. Ils se souviennent que leur père leur avait parlé d'une clairière rouge tellement elle était riche en fruits de canneberges. Mais il est risqué d'y aller parce qu'elle se trouve près de Marais aveugle, l'endroit marécageux le plus dangereux de la forêt. Quand les deux enfants arrivent à une croisée de chemins, Mitracha décide de prendre le chemin qui mène au Marais aveugle, et Nastia ne parvient pas à l'en dissuader. Elle décide de prendre l'autre chemin qui est visiblement plus fréquenté, emportant son panier rempli de pommes de terre et de pain pour la route. 

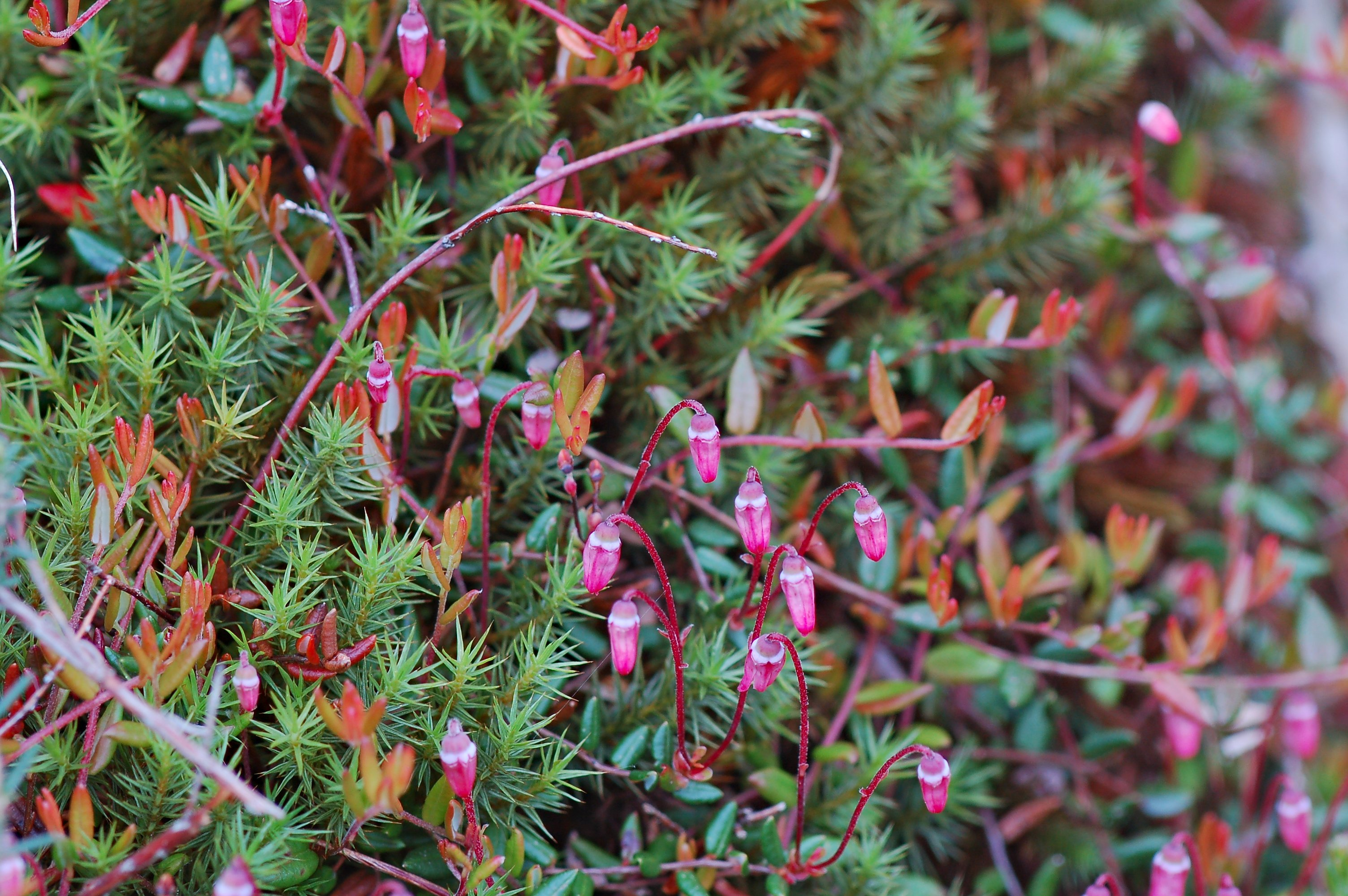
fleurs de canneberge (vaccinium oxycoccos)

En parallèle à ce récit, Prichvine raconte l'histoire de deux habitants de la forêt, un chien courant, une femelle appelée Travka, et un loup surnommé Seigneur gris (Seryi pomechtchik). Travka est la chienne du garde forestier Antipytch, qui après la mort de son maître est restée vivre là où se trouvaient les ruines de sa cabane détruite. La nuit, Travka hurle et rêve de retrouver un jour l'homme qui était son maître. La meute des loups, quant à elle, a vécu de nombreuses années dans les Marais perdus près de la Rivière sèche, tuant le bétail, jusqu'à ce que les habitants se payent une équipe de chasseurs de loups pour venir les débarrasser de cette meute. Au sein de celle-ci, il n'y avait qu'un seul vieux loup, le Seigneur gris, qui ne craignait pas les fanions des rabatteurs, leur a sauté dessus et s'est enfui. Le jour où les enfants partent aux canneberges, Travka flaire un lièvre et le poursuit. Puis elle reconnaît des traces de pas et court dans la direction vers laquelle Nastia est partie quand les deux enfants se sont séparés.

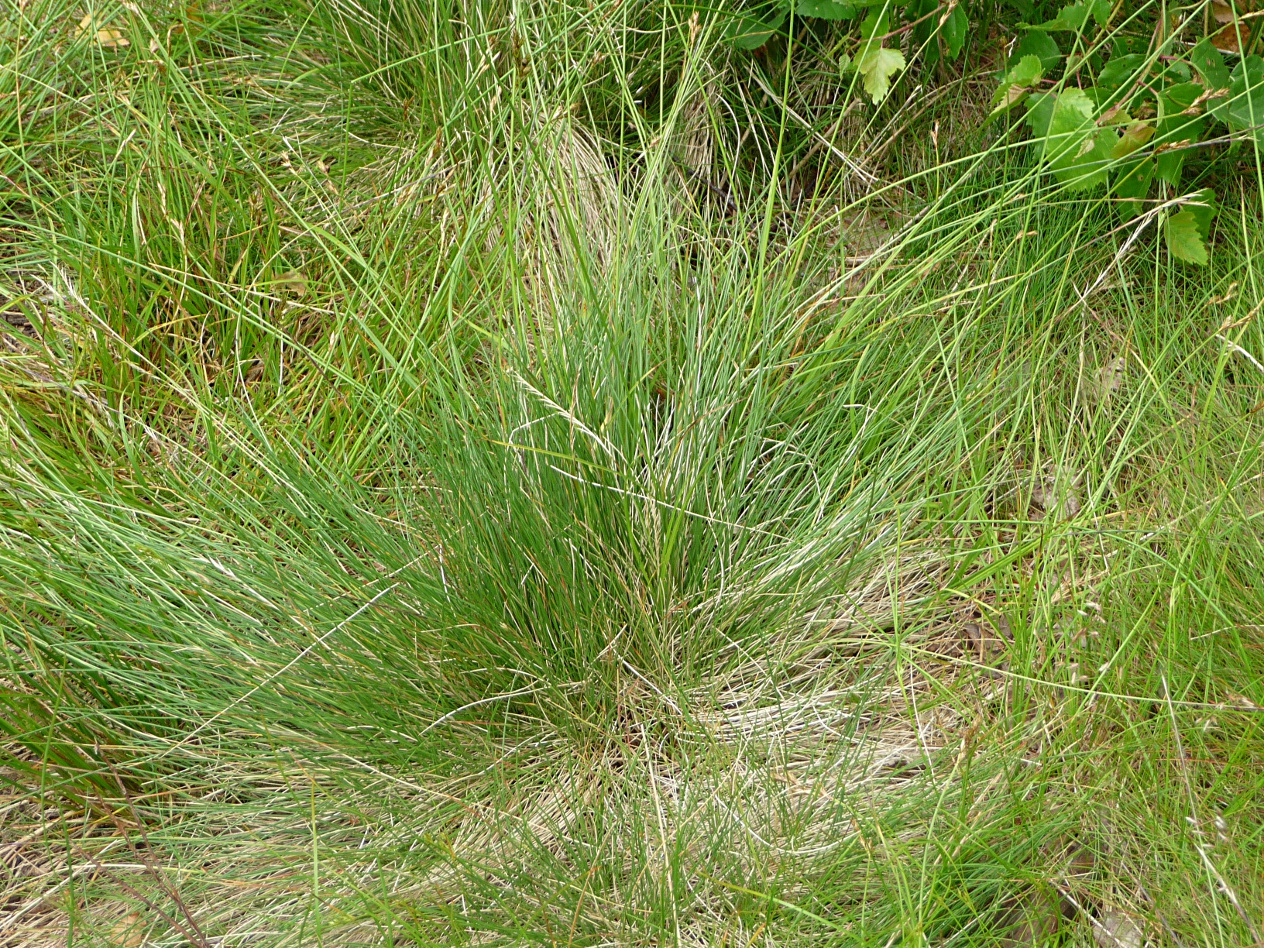
Nardus stricta

Mitracha, lui, se dirige à la boussole vers le nord en observant la piste qu'il distingue par une augmentation de la présence de buissons de nardus. Mais plus loin, il décide de prendre au plus court en traversant une clairière et s'engage dans le Marais aveugle dans lequel il s'enlise peu à peu. Il entend les cris de Nastia et lui répond, mais le vent emporte son cri dans la direction opposée. Nastia en poursuivant par son chemin trouve un endroit où les canneberges abondent et remplit son panier des fruits qu'elle recueille. Soudain elle voit la chienne Travka qui accourt vers elle, elle veut lui donner de la nourriture du panier et c'est à ce moment qu'elle se souvient de son frère Mitracha, alors que celui-ci s'est déjà enfoncé dans le marais jusqu'à hauteur de la poitrine.
Le soir tombe. Travka entend japper le renard et comprend que ce dernier est sur les traces du lièvre qu'elle-même avait senti le matin. Elle poursuit le lièvre également, qui se dirige vers le Marais aveugle. Entendant les aboiements du chien, le loup Seigneur gris se met sur ses traces. En poursuivant le lièvre, Travka tombe sur Mitracha en train de se noyer dans le marais et le prend pour un petit Antipytch, son ancien maître disparu. Mitracha appelle la chienne, elle rampe vers lui, il lui attrape les pattes arrière et réussit à ramper hors du marais. Travka poursuit sa chasse au lièvre tandis que Mitracha s'assied avec son fusil dans les buissons de genévrier. Le loup Seigneur gris veut se jeter sur lui, mais Mitracha le tue d'un tir à bout portant. Nastia entend le coup de feu et vient retrouver son frère. Bientôt, Travka revient avec le lièvre dans la gueule et les enfants préparent un feu pour cuire ce gibier, puis se coucher.
Au matin, les enfants retournent au village et depuis ces aventures la chienne Travka reste avec eux. Nastia offre les baies récoltées à un orphelinat d'enfants évacués de la ville de Léningrad tant éprouvée par la guerre. À la fin du récit, l'auteur parle des prospecteurs des richesses des marais qui durant les années de guerre ont préparé l'exploitation de la tourbe des marais accumulée au cours des siècles, nourrie par la décomposition des végétaux sous l'action de l'eau et du soleil. C'est le Cellier du soleil dans lequel se cache de l'énergie pour cent ans.

## Titre

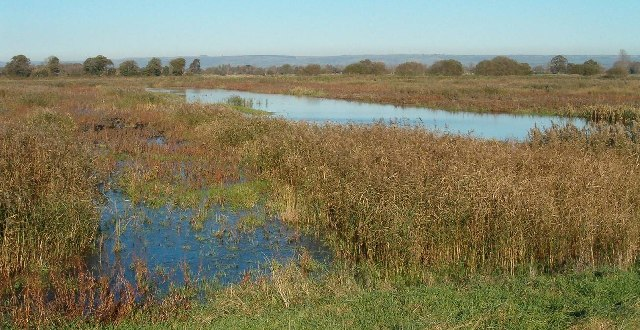
tourbière.

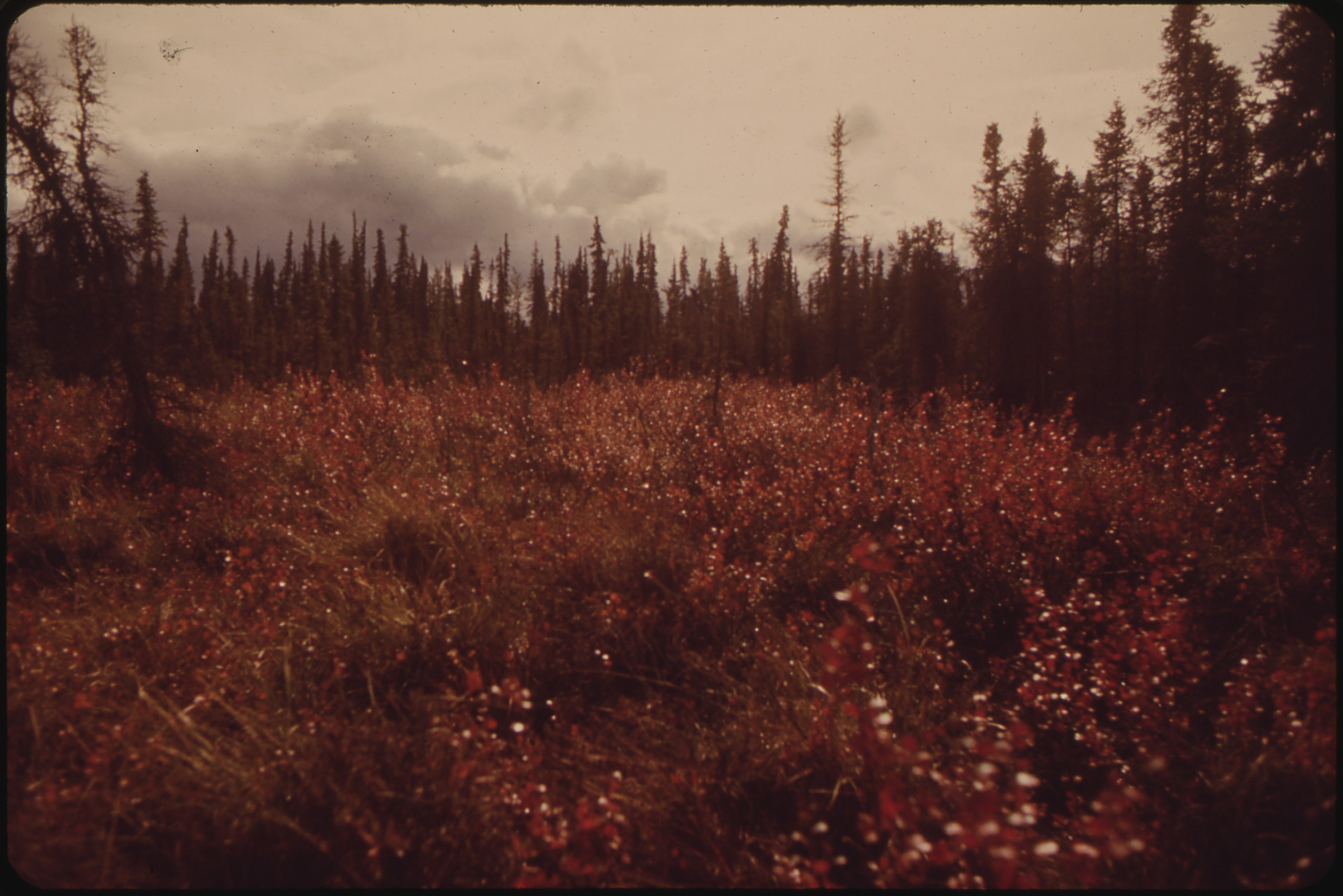
Les canneberges des tourbières deviennent rouge vif en automne dans les clairières

Le concept de Cellier du soleil est expliqué par l'auteur dans le dernier chapitre de l'ouvrage. L'auteur explique que « tout le Marais perdu, avec ses énormes réserves de combustible qu'est la tourbe est le Cellier du soleil » :

« (...) le soleil brûlant est le géniteur de chaque brin d'herbe, de chaque petite fleur, de chaque buisson et de chaque baie du marais. Le soleil leur a donné à tous la chaleur, et eux, en mourant, en pourrissant, l'ont transmise en engrais, comme un héritage pour d'autres plantes, buissons, baies, fleurs et brins d'herbe. Mais dans les marais, l'eau ne permet pas aux plantes parentes de transmettre toute leur bonté aux suivants. Pendant des milliers d'années, cette bonté est conservée sous l'eau, le marais devenant le cellier du soleil, puis cet entrepôt est donné aux hommes sous forme de tourbe, comme héritage du soleil. »

Prichvine note encore que « le Marais perdu contient d'énormes réserves de combustible », et à la fin du récit il mentionne à nouveau le Cellier du soleil en parlant de l'extraction qui se prépare de la tourbe du marais après la période de guerre.
Comme l'écrit lui-même Prichvine dans la préface au livre Le Printemps de lumière (1953), son expression Cellier du soleil apparaît de nombreuses années avant qu'elle n'apparaisse dans un ouvrage scientifique qui l'utilise pour décrire les tourbières qui conservent en elles le feu et la chaleur.

## Histoire de la création
Le récit est écrit en 1945, en un mois (le premier mois qui a suivi la victoire), pour le concours du meilleur livre pour enfants, organisé par le ministère de l'éducation de la RSFSR. Le 9 mai 1945, Prichvine note dans son journal : « J'écris mon histoire pour les enfants », le 24 mai : « Dans une semaine j'aurai terminé », le 4 juin : « J'ai terminé et je corrige le conte ». Au concours, le récit obtient le premier prix et est imprimé pour le numéro de juillet de la revue Oktyabr (№ 7, p. 4-20). En 1946, le récit est publié dans une édition séparée de la bibliothèque Ogoniok (tirage cent mille exemplaires) et dans Detskaïa literatournaïa (tirage de 150 mille exemplaires).
Selon l'écrivain lui-même, l'intrigue du conte lui apparaît quelques années plus tôt pendant la lecture de L'Oiseau bleu de Maurice Maeterlinck (1908), dont les personnages sont Tiltil et Mytil, frère et sœur orphelins.
Dans la description de l'endroit de l'action, on retrouve la description de la vie du village d'Oussolia (près de la ville de Pereslavl-Zalesski), où l'auteur vécut pendant deux ans. Des passages de son Journal reprennent des descriptions d'enfants orphelins de ce village qui prennent en charge la ferme laissée par leurs parents décédés,.
Le personnage du père nommé Antipych apparaissait déjà dans plusieurs œuvres et son prototype était le garde forestier de ce nom qui vivait près du village d'Oussolia,.
Le récit connait rapidement beaucoup de succès et dès les années 1945-46, Prichvine reçoit une proposition d'écrire une pièce pour un théâtre de marionnettes ainsi que pour le film qui sera tourné par la Mosfilm.

## Caractéristiques littéraires
Comme l'a écrit Prichvine pour caractériser son écriture pour la publication du récit dans la bibliothèque Ogoniok, « dans ce conte, la vie du marais avec ses animaux, ses oiseaux est décrite avec la précision d'un naturaliste et, en même temps, dans une transfiguration fabuleuse » (4 février 1946). Selon l'écrivain, dans Le Cellier du soleil, « la représentation de la nature part du symbolisme à la Kipling (dans Le Livre de la jungle) pour rejoindre le réalisme de Disney. Il ne me reste plus qu'à travailler consciemment dans ce sens ». Plus loin, Prichvine fait observer que « sa plus grande joie » dans Le Cellier du soleil était que « ce conte merveilleux lui a finalement ouvert la possibilité de réaliser un grand roman de légende à partir de si petites choses observées » (4 octobre 1947).
Prichvine accordait une grande importance à l'appellation conte de son œuvre. Lorsqu'il fut publié dans la revue Oktyabr, Le Cellier du soleil fut étiqueté comme nouvelle. Dans une lettre à la rédaction de la revue, Prichvine signale qu'il y a une énorme divergence entre ses intentions et la classification adoptée par la revue, mentionnant qu'il recevait des lettres de lecteurs lui demandant pourquoi son ouvrage était intitulé nouvelle et pas conte. Il justifie ses choix de genre dans son Journal :

« J'ai été fasciné par la création d'un conte véridique, populaire dans son essence, mais sans mythe folklorique traditionnel, qui soit intéressant pour toutes les tranches d'âge de lecteurs, jeunes ou vieux. En créant cet ouvrage, j'ai même été un peu influencé par l'idée de l'ordre social, et pour moi ce conte créait un lien intergénérationnel. Dans ma jeunesse, dans le nord, j'ai été grandement influencé par les contes que j'ai écrits là-bas. Et dans ma vieillesse, après avoir écrit pendant plus de quarante ans, j'ai même pris le risque de me présenter à des concours de contes. »

Selon Y. Grichina, Le Cellier du soleil n'est pas un conte de fée, mais « il utilise une série de signes du genre : la croisée des chemins, le choix de la voie dont l'une mène à la perdition ; la recherche de l'endroit où personne n'est jamais allé et par un chemin inconnu ; les forces du bien dans des images de plantes (épinette des marais, les nardus sur le chemin), le héros sur le chemin de la vérité ; les forces du mal dans les images d'oiseaux (corbeaux, pies), qui attendent la mort du héros ». La mythologie du soleil, du vent et de l'eau remplit également une fonction, comme dans les contes de fées ».
Commentant les paroles de Prichvine à propos de la combinaison du symbolisme de Kipling et du réalisme de Disney, Grichina explique que l'unité du monde de l'art dans Le Cellier du soleil se réalise par l'action des deux systèmes, le réalisme et le symbolisme : « au sein d'une histoire vraie germe le conte et chez l'écrivain se développe un nouveau genre qui est un conte-histoire vraie, une symbolique de la réalité dans lequel chaque instant est rempli de multiples significations ».